# 阿尔姆
阿尔姆（法語：Armes，法語發音：[aʁm] ⓘ）是法国涅夫勒省的一个市镇，属于克拉姆西区。

## 地理
阿尔姆（47°27'31"N, 3°32'52"E）面积8.49 平方千米，位于法国勃艮第-弗朗什-孔泰大區涅夫勒省，该省份为法国中部省份，北至约讷省，西北接卢瓦雷省，西接谢尔省，南至阿列省，东南接索恩-卢瓦尔省，东临科多尔省。
与阿尔姆接壤的市镇（或旧市镇、城区）包括：克拉姆西、约讷河畔利谢尔、舍夫罗什、多讷西。

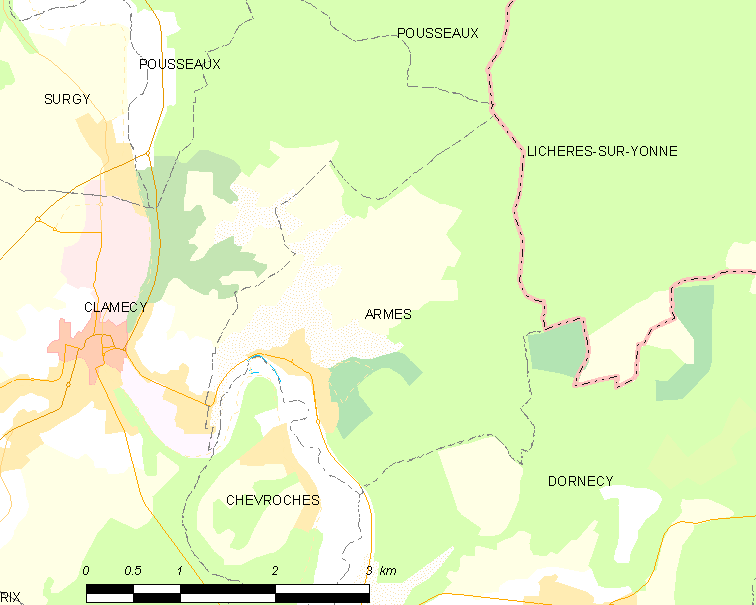
阿尔姆的OSM定位图

阿尔姆的时区为UTC+01:00、UTC+02:00（夏令时）。

## 行政
阿尔姆的邮政编码为58500，INSEE市镇编码为58011。

## 政治
阿尔姆所属的省级选区为克拉姆西县。

## 人口

1962-2008年间阿尔姆人口变化图示

阿尔姆于2022年1月1日时的人口数量为272人。